# Don't Dream It's Over
Don't Dream It's Over è un singolo del gruppo musicale australiano Crowded House, pubblicato il 20 ottobre 1986 come quarto estratto dal primo album in studio Crowded House.
Il brano è stato scritto da Neil Finn.
Nel maggio 2001 la APRA, l'associazione per i diritti d'autore degli interpreti dell'australasia ha celebrato il proprio 75º anniversario, nominando le trenta migliori canzoni australiane di tutti i tempi, decise da un sondaggio. Don't Dream It's Over è stata classificata al settimo posto.
Don't Dream It's Over è stata l'ultima canzone con cui i Crowded House si sono congedati dal pubblico durante il concerto "Farewell To The World" negli ultimi anni novanta, prima della reunion del 2007.

## Video musicale
Il video fece guadagnare al gruppo un MTV Video Music Award nella categoria "miglior nuovo artista" nel 1987. Dopo lo scioglimento del gruppo nel 1996, il singolo rientrò in classifica nel Regno Unito, raggiungendo la posizione numero 25, quindi due posti più in alto rispetto al 1987.

## Successo commerciale
Don't Dream It's Over raggiunse la posizione numero 27 nel Regno Unito, la numero 8 in Australia, la numero 6 in Norvegia, la numero 2 negli Stati Uniti, e la numero 1 in Canada. Di fatto Don't Dream It's Over è l'unico singolo dei Crowded House ad essere arrivato in vetta ad una classifica.

## Tracce
7" Single
1. Don't Dream It's Over – 4:03
2. That's What I Call Love – 4:22

12 Single
1. Don't Dream It's Over (Extended version) – 6:10
2. Don't Dream It's Over – 4:03
3. That's What I Call Love – 4:22

## Cover
Di Don't Dream It's Over sono state registrate numerose cover, fra cui quella dei Less Stress del 1990, di Paul Young del 1991, dei Classified e dei Sixpence None the Richer, entrambe del 2003, di Howie Day del 2005, di Diana Krall del 2014, inserita nel suo album Wallflower e dei The Head and the Heart del 2017.
In Italia, il brano rimase relativamente sconosciuto per molto tempo. Il singolo dei Crowded House infatti non era riuscito ad andare oltre la sessantasettesima posizione. Tuttavia nel 1991 Antonello Venditti ne interpretò un adattamento in lingua italiana dal titolo Alta marea, ispirata dal Monte Argentario e registrata per l'album Benvenuti in paradiso, che rimane a tutt'oggi uno dei suoi brani più ricordati. Il video della canzone reinterpretata da Antonello Venditti è stato girato a Los Angeles diretto da Stefano Salvati, e vi appare anche una giovanissima Angelina Jolie, appena sedicenne.
Glee ha registrato una cover di Don't Dream It's Over andata in onda nell'episodio 4x09 Swan Song.
Patrizio Buanne canta Alta marea nel 2005 inserendo la cover nel suo album The Italian.
Le cantanti Miley Cyrus e Ariana Grande hanno eseguito il brano nel maggio 2015, nel corso delle Backyard Sessions per il lancio della Happy Hippie Foundation. Hanno riproposto il brano anche nel 2017 durante il concerto a Manchester "One Love Manchester" voluto da Ariana Grande per sostenere le persone colpite dall'attentato terroristico avvenuto poche settimane prima durante il concerto di quest'ultima.
Il trio jazz statunitense The Bad Plus ne ha interpretato una versione nel disco del 2016 It's Hard.

## Nella cultura di massa
La canzone fa parte della colonna sonora dell'adattamento televisivo del 1994 del romanzo L'ombra dello scorpione di Stephen King. La canzone è inoltre inserita nel secondo episodio della quarta serie del telefilm Medium.
Le serie televisive per adolescenti, Degrassi: The Next Generation e One Tree Hill e la serie Grey's Anatomy hanno tutte utilizzato il nome del brano per il titolo di un episodio.
Il brano compare anche nel settimo episodio della serie giapponese netflix Il regista nudo e una cover della cantautrice Liv Dawson chiude il sedicesimo episodio della seconda stagione della serie How I Met Your Father.
Nella serie TV di Netflix Monsters - La storia di Lyle ed Erik Menendez, il brano dà il titolo al sesto episodio e lo si può ascoltare come colonna sonora in due scene della puntata stessa.